# Acacia heteroclita
Acacia heteroclita är en ärtväxtart som beskrevs av Meissner. Acacia heteroclita ingår i släktet akacior, och familjen ärtväxter.

## Underarter
Arten delas in i följande underarter:
- A. h. heteroclita
- A. h. valida